# Athoracophoridae
Die Athoracophoridae sind eine Familie von Nacktschnecken aus der Unterordnung der Landlungenschnecken (Stylommatophora). Sie ist die einzige Familie der Überfamilie Athoracophoroidee. Die Familie bzw. Überfamilie beinhaltet knapp 40 Arten.

## Merkmale
Die Gehäuse sind weitgehend reduziert. Der phylogenetische Rest besteht aus einem Kalkplättchen oder aus zahlreichen, kleinen Kalkkörperchen, die komplett vom Mantel umschlossen sind. Der Körper ist wurmförmig, der Mantel ist einen kleinen Bereich im vorderen Teil des Körpers beschränkt. Dieser Bereich ist von Gruben begrenzt. Die Analöffnung sitzt seitlich des Mantels oder innerhalb des Mantelfeldes. Von der Lungenhöhle gehen radialförmig zahlreiche Divertikel aus. Die Sohle ist in Längsrichtung dreigeteilt. Die vorderen bzw. unteren Tentakel sind reduziert. Im Genitalapparat weist der Penis kein Flagellum auf.

## Geographisches Vorkommen und Lebensweise
Die Vertreter der Überfamilie Athoracophoroidea bzw. der Familie Athoracophoridae kommen von Neuguinea, über Ostaustralien, die Inseln des Bismarck-Archipels, die Admiralty-Inseln, Vanuatu (Neue Hebriden), Neukaledonien bis Neuseeland einschließlich Chatham Island vor. Über die Lebensweise vieler Arten ist wenig bekannt. Die Arten der Gattung Athoracophorus sind nachtaktiv, leben überwiegend auf Bäumen und sind Pilzfresser.

## Systematik
Die einzige Familie Athoracophoridae der Überfamilie Athoracophoroidea wird von Bouchet & Rocroi (2005) in zwei Unterfamilien unterteilt. Schileyko (2007) übernimmt diese Unterfamiliengliederung dagegen nicht.
- Überfamilie Athoracophoroidea P. Fischer, 1883 (= Tracheopulmonata)
  - Familie Athoracophoridae P. Fischer, 1883
    - Unterfamilie Athoracophorinae P. Fischer, 1883
      - Gattung Athracophorus Gould, 1852
      - Gattung Triboniophorus Humbert, 1863
      - Gattung Pseudaneita Cockerell, 1891
      - Gattung Palliopodex Burton, 1963

    - Unterfamilie Aneiteinae Gray, 1860
      - Gattung Aneita J. Gray, 1860
      - Gattung Aneitella Cockerell, 1891